# Hip hop de Japón
El hip hop japonés es la música hip hop realizada en Japón. Se dice que empezó cuando Hiroshi Fujiwara regresó a Japón y empezó a poner discos de hip hop a principios de la década de 1980.  El hip hop japonés tiende a estar más directamente influenciado por el hip hop de la vieja escuela, tomando los ritmos pegadizos de la época, la cultura del baile y la naturaleza divertida y despreocupada en general, e incorporándolos a su música. Como resultado, el hip hop es uno de los géneros musicales más comercialmente viables en Japón, y la línea que lo separa de la música pop se difumina con frecuencia.

## Historia del hip hop en Japón

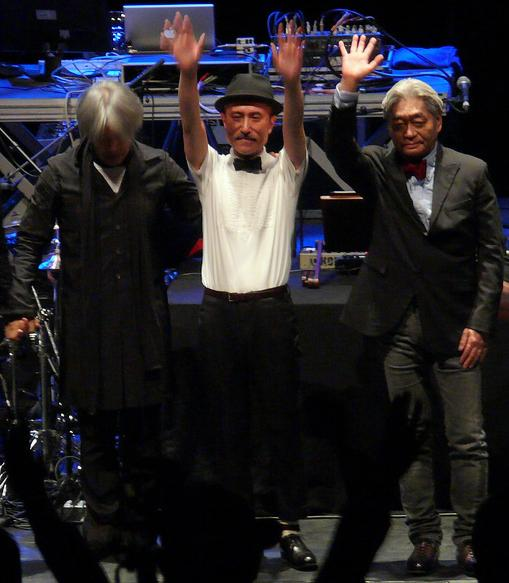
La banda de música electrónica Yellow Magic Orchestra. fue una de las pioneras del hip hop en Japón.

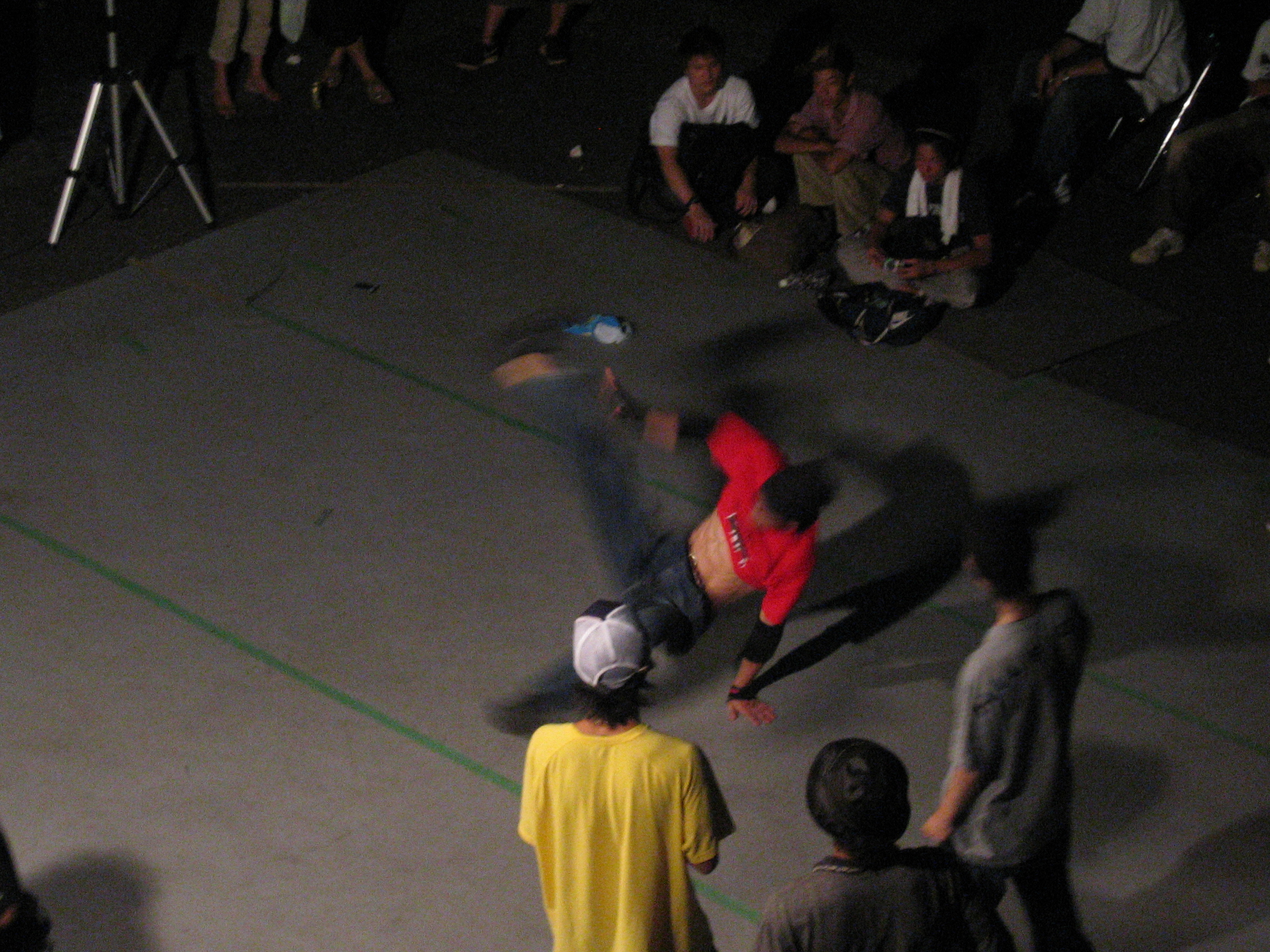
Breaker en el parque Yoyogi de Tokio.

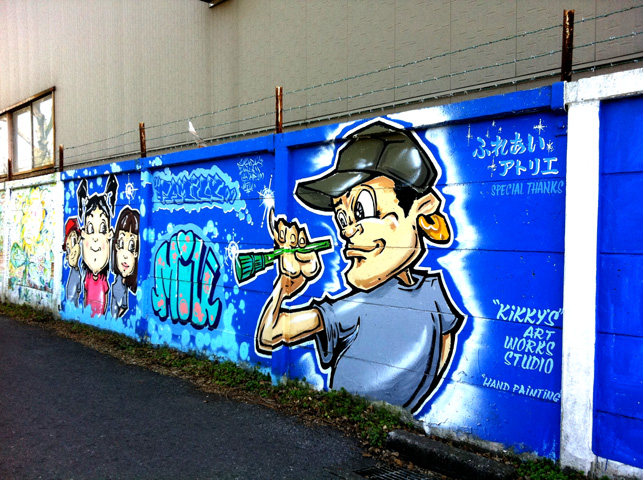
Grafiti en Japón

Aunque más bien informales y a pequeña escala, los primeros días del hip hop japonés proporcionan la historia de la aparición del movimiento cultural. El hip hop primitivo no estaba dirigido por intereses corporativos, sino que era ignorado en gran medida por las grandes discográficas y los locales de actuaciones. En este sentido, el hip hop japonés ofrece una representación de la globalización cultural, ya que se expandió a pesar de las críticas de las discográficas y los grandes medios de comunicación. La historia demuestra que ciertos tipos de intercambio cultural no se inician a través del entendimiento cultural, sino a partir de alguna interacción que puede incitar el deseo de aprender, participar y aportar individualidad. En Japón, esta motivación para representar la individualidad fue el breakdance, una de las aristas del hip-hop de la época.  
El primer grupo japonés conocido que experimentó con el hip hop fue Yellow Magic Orchestra, que creó un primer tema de electro hip hop, «Rap Phenomena», para su álbum BGM de 1981. A su vez, la música synthpop y electro de Yellow Magic Orchestra y Ryuichi Sakamoto, y su uso de la caja de ritmos Roland TR-808, influyeron notablemente en las primeras figuras clave del hip hop estadounidense, como Afrika Bambaataa  y Mantronix . 
Una chispa importante para el hip-hop japonés se produjo en 1983, cuando el breakdance apareció en Tokio a través de películas y actuaciones en directo, a pesar de que antes se podían escuchar discos de hip-hop estadounidense en las discotecas de Tokio. Según Takagi Kan, un MC japonés de primera generación, «No podía decir qué pasaba con el rap y los DJ... pero con el breakdance y el arte del graffiti, podías entenderlo visualmente. O más bien, no lo entendía tanto como: 'Guau, qué genial' [kakkoii]. Con el rap y el DJ, no podía imaginar qué podía haber de bueno en ello». El baile tiene un impacto visual que todo el mundo puede entender, cuando se trata de baile no existe la barrera del idioma. El break dance representó la base para la difusión del hip-hop japonés y sirvió de medio para la globalización.  
Al igual que en Alemania, gran parte de Japón conoció el hip hop en otoño de 1983 con la película Wild Style.  La película es «la clásica película de hip-hop, llena de magníficas tomas del metro, breakdance, estilo libre de los maestros de ceremonias e imágenes inéditas de uno de los padrinos del hip-hop, Grandmaster Flash, haciendo un impresionante scratch-mix en un par de tornamesas antiguas». La popularidad de la película llevó a muchos de los artistas que participaron en ella a realizar un viaje a Japón para promocionarla e incluso actuaron en algunos grandes almacenes durante su estancia. 
Poco después, los japoneses se aficionaron al breakdance en el parque Yoyogi de Tokio, donde los músicos callejeros se reúnen todos los domingos para actuar. Crazy-A, actual líder de Rock Steady Crew Japan, fue uno de los pioneros del breakdance en Yoyogi a principios de 1984.   Crazy-A organiza anualmente el «B-Boy Park», que se celebra todos los años en agosto y atrae a un gran número de fans y a docenas de grupos de break dance. Todo esto se consideró la era Old School del rap en Tokio. Había mucho de lo que llamaban Soul Dancing, que ayudó a la cultura japonesa a aceptar la cultura del baile callejero. 
El auge de los DJ fue realmente el siguiente paso para la escena hip hop japonesa. Antes de 1985, no había muchos DJ en la radio, pero el aumento de su número ese año llevó a la apertura del primer club exclusivamente de hip hop en 1986. Pero a pesar de que el DJ se puso de moda con bastante rapidez, al principio se pensó que el rap no iba a tener el mismo éxtio, ya que sería difícil rapear en japonés. 
Los músicos callejeros empezaron a bailar breakdance en el parque Yoyogi, incluido DJ Krush, que se ha convertido en un DJ de fama mundial tras surgir de la escena del parque Yoyogi. En 1986 se abrió un club de hip hop en Shibuya. Aunque el interés por el hip-hop creció en Japón durante la década de 1980 y principios de 1990, la escena del rap siguió siendo bastante reducida y marginada. Ito Seiko, Chikado Haruo, Tinnie Punx y Takagi Kan fueron raperos que surgieron en Japón en esta época, y tuvieron bastante éxito. 

### Década de 1990

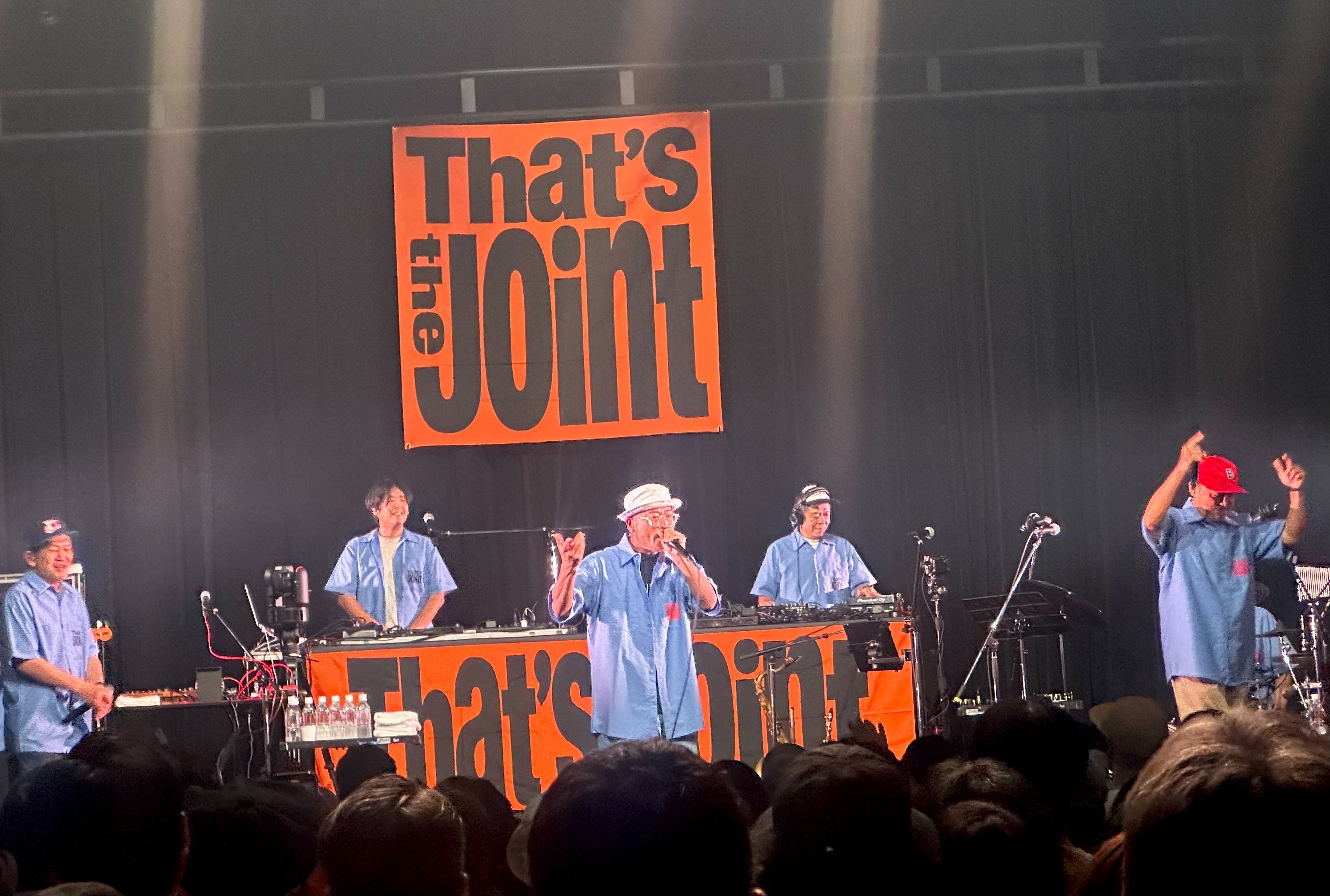
Scha Dara Parr en 2024

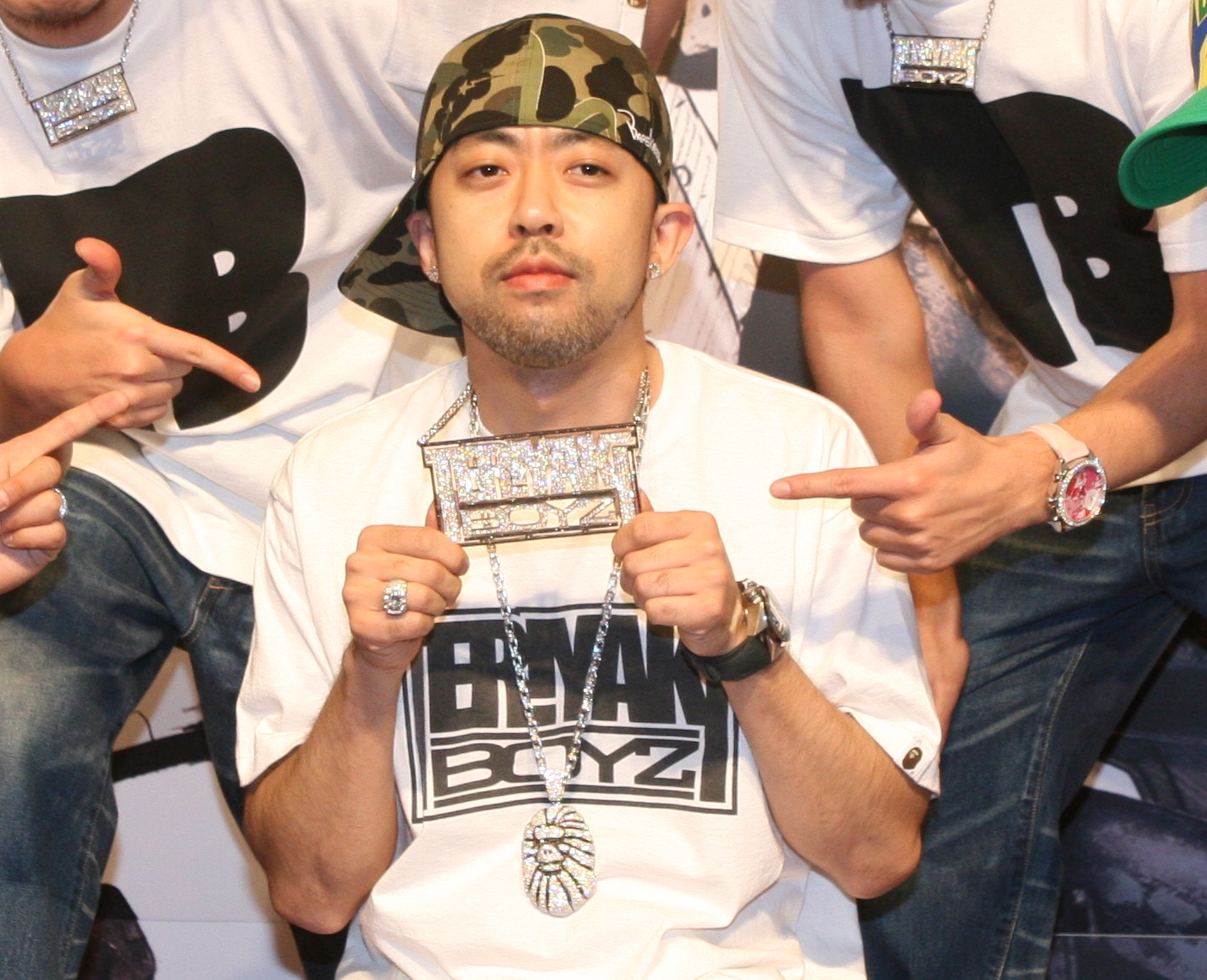
DJ, productor y diseñador de moda Nigo

A principios de la década de 1990, los principales artistas estadounidenses empezaron a hacer giras por Japón, y su música recibía ediciones japonesas.  
Los años 1994 y 1995 marcaron el inicio del éxito comercial del hip-hop en Japón. El primer éxito fue «Kon'ya wa būgi bakku» (Boogie Back Tonight) de Scha Dara Parr y Ozawa Kenji, de Scha Dara Parr, seguido de «Da. Yo. Ne.» y “Maicca”, de East End X Yuri, que vendieron un millón de copias cada uno.  Esta repentina popularidad del J-rap (rap japonés), caracterizado en gran medida como rap de fiesta, suscitó un debate sobre «realismo» y autenticidad entre artistas de hip-hop comercial y underground. 
Marcas populares en Japón durante este periodo también colaboraron con múltiples artistas de hip hop como por ejemplo A Bathing Ape (o BAPE) Empresa japonesa de ropa fundada por Nigo en 1993.  Artistas como Pharrell Williams, Kanye West, Kid Cudi y KAWS han colaborado con BAPE. 
Un ejemplo de ataque underground a la corriente dominante del J-Rap es «Shogen», de Lamp Eye, en el que el rapero You the Rock critica al grupo Dassen Trio, de orientación más pop. El escritor Ian Condry argumenta que los raperos de este tema emulan la tradicional postura machista del rap, citando influencias como Public Enemy y Rakim.  Dassen Trio, y otros raperos pop, responden a estos ataques con el argumento de que su temática es culturalmente más apropiada y accesible para los aficionados japoneses, y cuestionan los estándares de «autenticidad» planteados por los raperos underground. 
Las letras del rap japonés actual tienden a referirse a temas mundanos como la comida, los teléfonos móviles y las compras.

### Décadas de 2000, 2010 y 2020

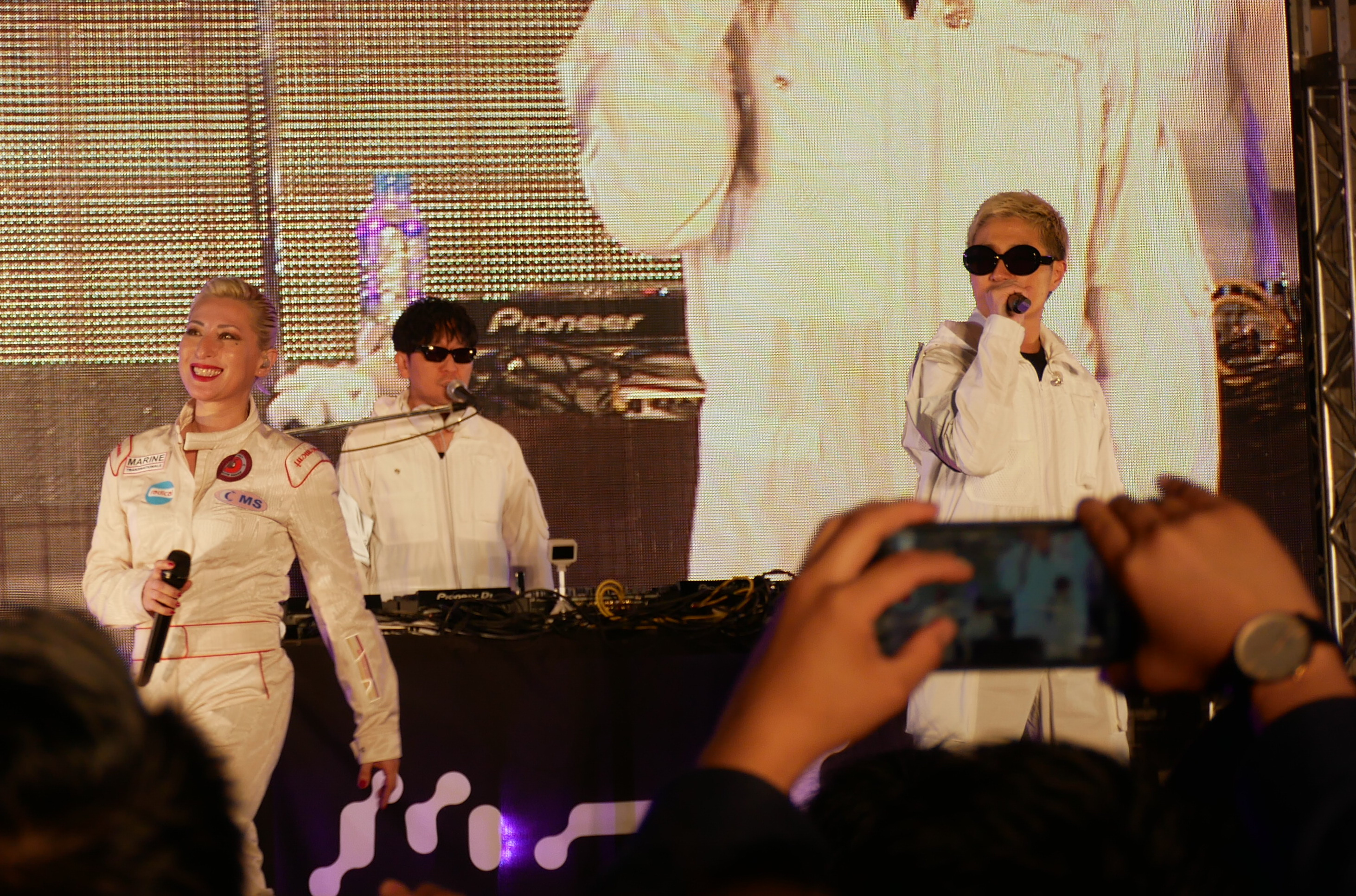
M-Flo en 2019

Desde el año 2000, la escena del hip hop en Japón ha crecido y se ha diversificado. El estilo hip-hop y el rap japonés han tenido un enorme éxito comercial en Japón. En una entrevista concedida en 2003 a la BBC, Hideaki Tamura, propietario de una tienda de discos en Tokio, declaró: «El hip-hop japonés ha explotado realmente en los últimos dos o tres años. Nunca pensé que llegaría un momento en que los discos japoneses se vendieran más que los estadounidenses, pero está ocurriendo».  Además, se ha desarrollado un gran número de nuevas escenas. Desde el rap rockero hasta el gangsta más duro, pasando por la poesía y la palabra hablada, el rap consciente, el de la vieja escuela, el techno rap, el antigubernamental, el pro marihuana, el rap sampleado con heavy metal, etc.». 
Tamura señala un cambio en el hip hop japonés, cuando los artistas empezaron a centrarse en temas pertinentes para la sociedad japonesa, frente a estilos y temas anteriores copiados de la cultura hip hop estadounidense. Para Japón, el estilo del hip hop era mucho más atractivo que los temas populares en el hip hop estadounidense, como la violencia.  Ian Condry, por su parte, se centra en una interacción entre el hip hop local y el global dentro de la genba de Japón. Para Condry, el hip hop japonés nació de la simultánea localización y globalización de la cultura hip hop, más que de un cambio entre ambos factores binarios. 

## Aspectos políticos

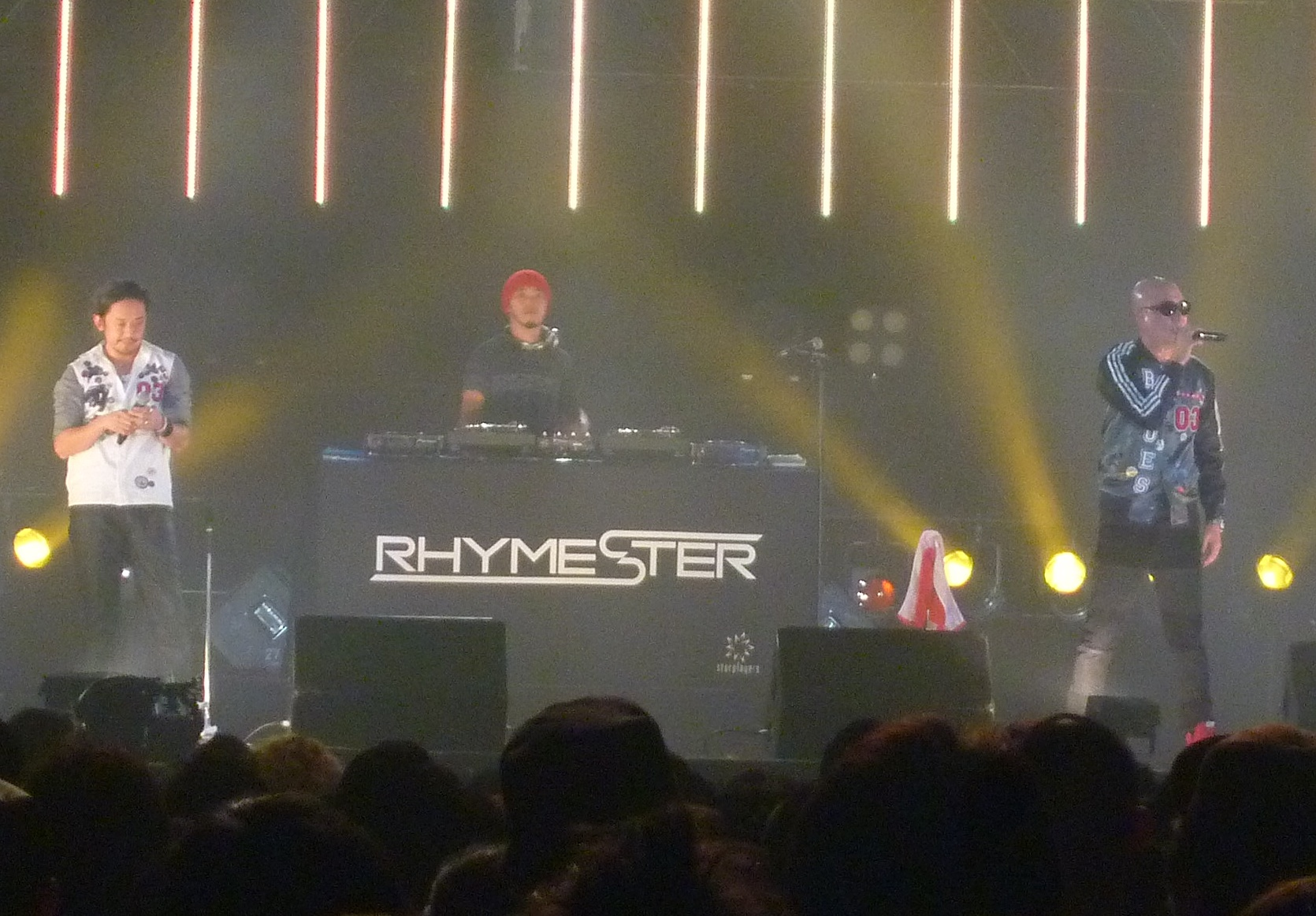
Rhymester en 2011

La canción «911» de King Giddra reflexiona sobre la Zona Cero y sus secuelas en dos épocas: Agosto de 1945 y el 11 de septiembre de 2001. También hace un llamamiento a la paz mundial.  Grupos como Rhymester abordan temas que no se tratan abiertamente en la sociedad. Utamaru, miembro de Rhymester, habló de los motivos del apoyo del gobierno japonés a la invasión de Irak liderada por Estados Unidos. 

## Influencia de la cultura afroestadounidense en el hip hop japonés
Antes de la aparición del hip hop, el baile soul se popularizó en Japón en la década de 1970. Programas como "Soul Train" difundieron el estilo afroestadounidense de baile continuo que pronto sería recogido por diversas culturas de todo el mundo. Este estilo de baile sentó las bases de la globalización de la cultura afroamericana por su criterio universal. Cuando películas como "Flashdance" (1983) llegaron a Japón, cada vez más jóvenes empezaron a bailar en la calle y otros escenarios públicos, lo que contribuyó a su integración cultural. Pronto, la cultura japonesa estuvo dispuesta a alterar la estructura misma de su lengua para participar en el hip hop. 
Se cree que el hip hop se popularizó originalmente en Japón porque los japoneses querían imitar a los afroestadounidense. Los japoneses escuchaban la música de estos raperos girando en los clubes, lo que les exponía a una visión reducida y estrecha del hip hop de la costa oeste estadounidense. Sin embargo, no sólo se quedaron prendados de la música. Llegaron a amar toda la cultura del hip hop, incluida la ropa holgada, los grafitis y el break dance. Algunos japoneses aficionados al hip hop incluso iban a salones de bronceado para oscurecer su piel y se peinaban con afros o rastas para imitar el aspecto «cool» de los africanos.,  aunque son ridiculizados por otros, incluidos otros hip-hoppers. 
Este estilo se denomina burapan y es similar al término inglés wigger. 

## Escena de baile hip hop japonés

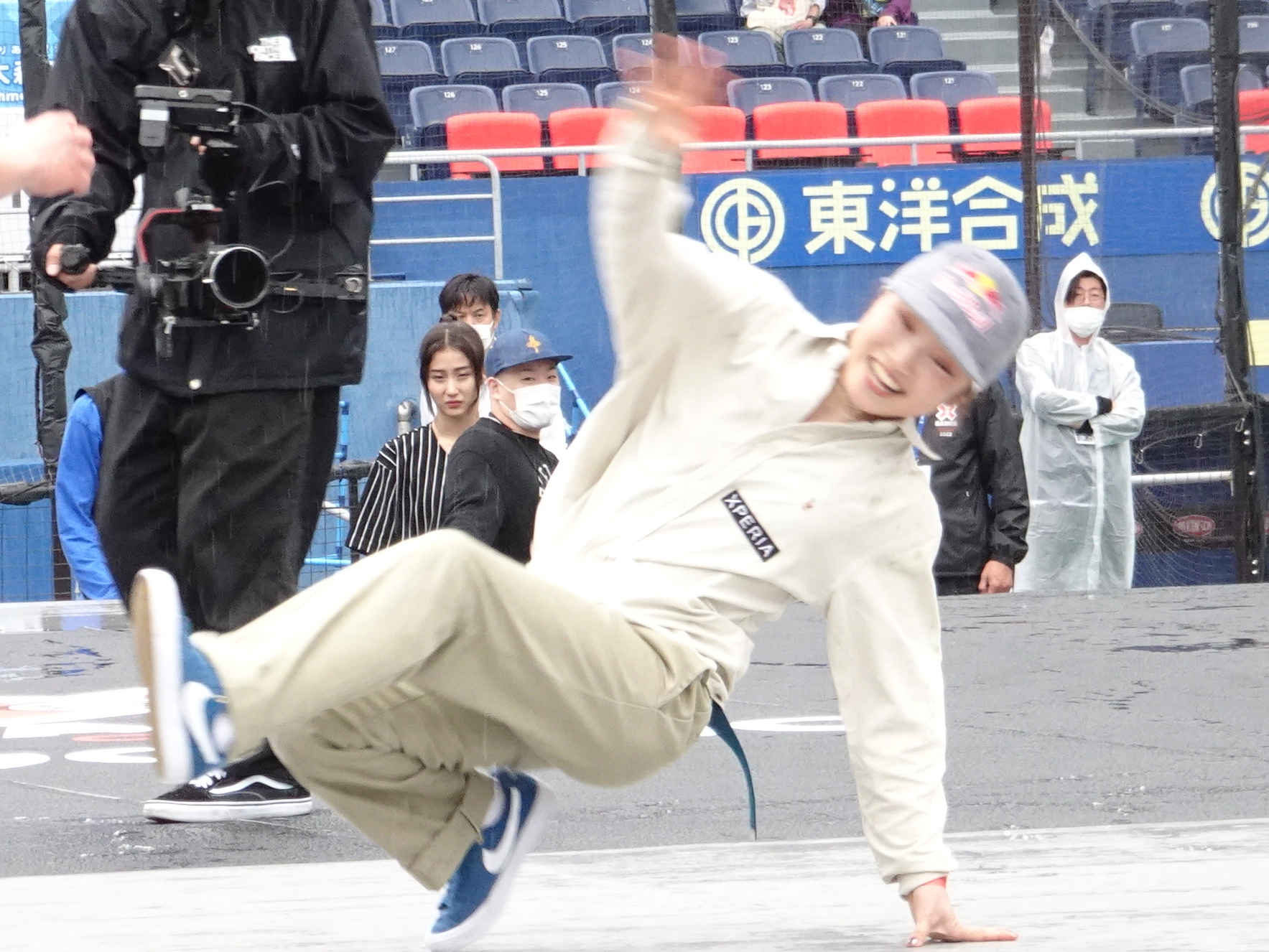
La breaker Ami Yuasa en los X Games Chiba 2022

El baile es un aspecto importante de la cultura hip-hop. Antes de que el hip-hop fuera popular en Japón, existía el baile soul, que sentó las bases para la aceptación japonesa de la cultura del baile callejero. La escena del baile en Japón experimentó un gran auge tras las películas "Flashdance", "Wild Style" y "Beat Street". Esto fue sólo el principio de la explosión del baile en Japón. La escena hip hop de Nueva York también tuvo un gran impacto en la influencia de la danza en Japón. El vídeo musical "Baby Don't Cry" de Lalah Hathaway tuvo un gran impacto en los bailarines de Japón y empezó a moldear el estilo hacia algo más cercano al sofisticado estilo de baile neoyorquino. 
Esto atrajo a muchos japoneses a Nueva York para ver por sí mismos este estilo de baile. Además, en 1992 también surgió la forma de baile callejero conocida como "house", por influencia de los vídeos musicales. Se adaptó muy bien a la cultura japonesa y ahora es muy conocido. Wood analiza en su escrito "Yellow Negro" la influencia que ejerce la raza en la escena de los clubes y el tipo de baile y música que se toca en Japón depende de la composición racial de sus invitados.  La escena de los clubes es muy importante para que los japoneses puedan expresar el hip hop de una forma visual que traspase todas las barreras, independientemente del idioma.

## Idioma
Al principio, el idioma era una barrera para el hip-hop en Japón. Los raperos sólo rapeaban en inglés porque se creía que las diferencias entre el inglés y el japonés harían imposible rapear en japonés. A diferencia del inglés, el japonés termina las frases en verbos auxiliares. Mientras que el inglés termina con verbos o sustantivos, que son extremadamente comunes, los raperos japoneses se veían limitados por el reducido número de posibilidades gramaticalmente correctas para terminar una frase. El japonés carece también de la acentuación de ciertas sílabas que da fluidez al rap inglés. Incluso la poesía tradicional japonesa se basaba en el número de sílabas presentes, a diferencia de la inglesa, que se basaba en los acentos de un verso. La mayor parte de la música lírica japonesa también se formulaba mediante la repetición textual, sin basarse en la fluidez de las palabras. 
Los japoneses también tienen muchas formas de indicar las distinciones de clase. El inglés se considera más directo, mucho más adecuado para la calidad dura que presenta el hip-hop. Con el tiempo, los artistas empezaron a traducir la música del inglés al japonés y a realizar esas traducciones directas, a menudo dejando el puente de la canción en inglés para mantener la pegadiza de las rimas y el flujo.  Poco a poco, con el aumento de la popularidad del rap en Japón, más raperos empezaron a utilizar el japonés. Los raperos añadían sílabas acentuadas a su música, alterando el flujo natural del idioma para que encajara en el hip-hop tradicional. También se utilizaban locuciones en inglés en los raps para ayudar a la fluidez de la música y a menudo se colocaban homónimos en los raps, lo que atraía tanto al público angloparlante global como a los hablantes de japonés, que a menudo entendían el doble sentido que se pretendía.  Se descubrió que el japonés permitía sutiles insultos en los raps, lo que atraía a mucho público. 
Las rimas también se añadieron al hip-hop japonés alterando la estructura básica del lenguaje al eliminar los verbos auxiliares finales en los raps y colocar en su lugar palabras clave al final de las líneas.  Además, para que el japonés funcione en un entorno de rimas, los raperos cambian el lenguaje utilizando jerga, términos despectivos, variaciones regionales, variaciones de género y juegos de palabras bilingües, de modo que "más hip-hop" significa la creación de "más japonés".  Los raperos son capaces de expresarse con letras maduras y "crear" un nuevo lenguaje que no inhiba sus rimas. Por ello, la música hip-hop japonesa suele ser elogiada por sus letras maduras y culturalmente relevantes. 
También se ponían frases en inglés al final de las líneas en las que no cabía una palabra en japonés. Esto facilitaba mucho la rima en japonés, tanto en el lenguaje básico como en lo referente a temas como el concepto de responsabilidad social frente a las necesidades emocionales. 
A finales de los 80 y principios de los 90 se pensaba que el "rap" necesitaba una definición antes que la rima. Raperos como Mc Bell y Cake-K explican que el rap es hablar con ritmo y melodía. Mc Bell sostiene que el rap no puede existir sin rima: "necesitas palabras que terminen con el mismo sonido... tres rimas en un compás se llama rima de tres eslabones".  El inglés se percibe como cool, de modo que los raperos japoneses suelen añadir frases típicas como "¡check it out!", "say ho!", "awww shit!" y "Goddamn!". Según Shuhei Hosokawa, esas frases se añaden incidentalmente y "a veces también se adopta la cualidad fonética de la expresión verbal negra". También señala que en el Hip-Hop japonés "la semántica importa, pero también la fonética... la expresión significativa" es importante, al igual que "la rima juguetona".

## Lugares y eventos
Genba, también conocido como el sitio real, es el lugar y el espacio para que los artistas de hip-hop underground establecidos y futuros obtengan y mantengan su reconocimiento. Es aquí, en estos locales y clubes nocturnos, donde el artista actúa y se relaciona con gente de la industria musical, el público y los medios de comunicación. Si el artista es uno de los favoritos del público, éste lo aclama o baila, lo que en cierto modo decide el destino del artista. 
Sin este tipo de reconocimientos genba, los artistas desaparecerían de la escena. A la inversa, el éxito comercial de algunos raperos no se rechaza, sino que se ve con un punto de envidia, sobre todo si consiguen ir con frecuencia a locales nocturnos como Zeebra para mantener sus redes y estar al día de las últimas tendencias. 
Antes del cambio de milenio, los genba eran los lugares donde se creaba y nacía la cultura hip hop japonesa. En la ciudad de Tokio, entre los distritos comerciales juveniles de Shibuya y Harajuku, se creó un genba, un punto de encuentro para jóvenes fans y artistas. Se detuvo el tráfico, y la gente y los artistas pudieron actuar y expresarse al aire libre en este espacio tan público. Esta zona se conoció como "Hokouten", abreviatura de hokousha tengoku, que significa "paraíso peatonal". 
Thumpin' Camp fue uno de los mayores y más memorables eventos de hip hop que tuvieron lugar en Japón. El 7 de julio de 1996 es un día inolvidable para muchos raperos, así como para los fans; unas cuatro mil personas asistieron al espectáculo. Los hombres se sentían más atraídos por esta escena hip hop que las mujeres; así, cerca del 80% del público eran adolescentes varones. Más de treinta raperos, DJ y bailarines de breakdance de la escena underground actuaron en el espectáculo. Este acontecimiento conmovió a muchos jóvenes apasionados por el hip hop. El espectáculo Thumpin'Camp dejó un recuerdo notable en la historia del hip hop en Japón. 
Japón cuenta con una gran variedad de clubes que, aunque están "abiertos a todas las razas... el tipo de música que se toca depende de la raza del siguiente grupo racial más numeroso".  Ese grupo, al que siguen los japoneses, puede encontrarse en cada uno de los diferentes clubes. A los clubes que sólo pinchan hip hop y reggae acuden sobre todo personas de raza negra. En los clubes frecuentados por japoneses y los que frecuentan blancos, hay una proporción equitativa de raza y sexo. En estos clubes suele haber el mismo número de japoneses y japonesas, y una proporción bastante equilibrada de hombres y mujeres de razas diferentes.
Como ya se ha dicho, la genba es sin duda uno de los lugares más destacados y centrales para el hip hop en Japón. Entre ellos están los clubes, las multitudes en las calles y muchos más. Según Ian Condry, en su libro  describe la idea y el hecho de que los clubes se han convertido en uno de los lugares más convenientes y de mayor promoción para el hip hop japonés. subraya la idea y el hecho de que los clubes se han convertido en uno de los lugares más convenientes y de mayor promoción para el hip hop japonés. Los grandes Djs utilizan los clubes como lugares de reunión no sólo para promocionar a otros raperos, sino también para difundir la cultura del hip hop, traer y promocionar nuevas canciones y su propio trabajo de hip hop. En referencia a algunas fuentes como,  la fuente antes mencionada es un foro de hip hop japonés que también se centra en los clubes en Japón. La fuente mencionada también ofrece pruebas de que Dj y artistas futuros nombran lugares, clubes y reuniones callejeras en los que van a estar para promocionar su trabajo o a cualquier artista que les interese. Todo lo anterior justifica la opinión de que los locales de hip hop japoneses no son sólo genba, sino que más bien se han desplazado a una variedad de lugares como los mencionados anteriormente.

## Moda
Uno de los factores impulsores de la explosión del hip hop en la escena musical de Japón es el aspecto de la moda. En los clubes nocturnos de hip hop, a menudo regentados por africanos, se puede ver a gente con la ropa típica de la juventud estadounidense, como camisas oversize, vaqueros Tommy Hilfiger y gorras de béisbol. Este look machista se encuentra incluso en las mujeres.  En Tokio es muy probable encontrar la última moda entre los jóvenes, incluido el burapan, la moda de los imitadores de la cultura afro. Shibuya es un centro de cultura juvenil en Tokio, donde más se puede experimentar la creciente presencia del hip hop.  Aquí muchas tiendas ofrecen ropa de hip hop, incluida la marca A Bathing Ape que ha sido utilizada por Pharrell Williams y otros populares artistas de hip hop de Estados Unidos. La ropa de hip hop disponible en muchas de estas tiendas puede ser muy cara. La moda hip hop es ahora también popular en los suburbios, aunque algunas personas sólo siguen las tendencias de la moda y no necesariamente la música hip hop. Sin duda, la presencia del hip hop se nota en la juventud japonesa, que utiliza su ropa para expresarse. 

## Artistas japoneses notables

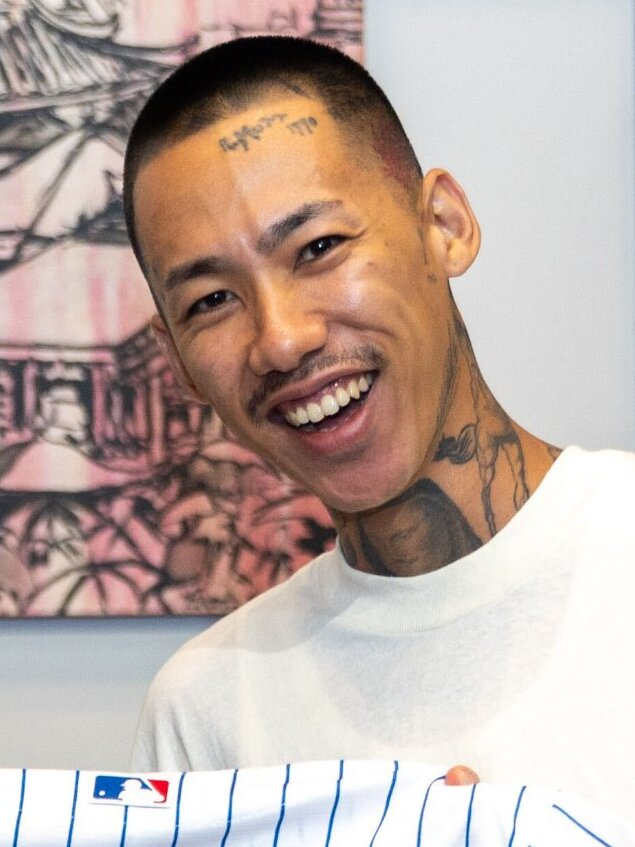
Yuki Chiba, también conocido como KOHH.

KOHH ha sido mencionado varias veces como una importante fuerza influyente en la escena hip hop japonesa de los últimos años. KOHH ha criticado ocasionalmente lo reducida que es la escena del hip hop en Japón y se ha enfrentado a las principales cadenas de televisión por su negligencia a la hora de dar a conocer el hip hop. KOHH también ha sido elogiado por su inteligente uso de temas como el consumo de drogas y la violencia en la sociedad japonesa, que se consideran controvertidos en el país. Tras aparecer en "잊지마" (It G Ma), KOHH recibió un elogio aún mayor por parte del público internacional, que reconoció su uso de la frase 'Arigatō' (gracias) en su verso como la marca de la exitosa canción y elogió al artista cuya actuación fue la que dejó una mayor impresión en el tema. Taku Takahashi, de M-flo, ha designado a KOHH como uno de los principales actos del renacimiento del hip hop japonés. Aunque KOHH no produce música en la actualidad, fue una gran influencia y ayuda en la escena hip hop japonesa.
Uno de los principales grupos japoneses de hip hop, Rhymester, ha expresado opiniones sobre diversas cuestiones globales y filosóficas a través de sus letras. Rhymester ha emitido mensajes motivadores a través del hip hop, con canciones como "B-Boyism", que hace hincapié en la mejora de uno mismo, con letras como "No me rindo a esta estética halagando a nadie, me mejoro a mí mismo sólo los maravillosos, los inútiles lo consiguen, y rugen, al borde del bajo."  El grupo también ha escrito letras socialmente críticas, en canciones que atacan al gobierno japonés, así como a Estados Unidos por invadir Irak. Rhymester también es conocido por su colaboración con Funky Grammar Unit en la década de 1990, así como por su participación en batallas de hip hop. 
Otro grupo importante del hip-hop japonés es King Giddra. Son uno de los pocos pioneros del hip-hop japonés. Comenzaron su carrera hip-hop en 1993 y sintieron que el hip-hop era necesario en Japón. Los miembros del grupo, Zeebra y K Dub Shine, que habían vivido en Estados Unidos, estaban convencidos de la necesidad de que el hip-hop tratara temas de oposición social. Utilizaban el hip-hop para abordar problemas sociales de la época, como: la incapacidad de los licenciados universitarios para encontrar empleo y la sobrecarga mediática de publicidad de sexo y violencia. También "desafiaron a los jóvenes no sólo a reconocer las dificultades a las que se enfrentaba la sociedad japonesa, sino también a hablar de ellas".Su primer álbum ha sido citado como influyente en el desarrollo del estilo de rap en japonés. 
Dabo es uno de los primeros artistas de hip hop de Japón. Saltó a la escena en la década de 1990 y tiene fama en todo Japón. Es el primer artista japonés fichado por Def Jam Japan. 
El hip hop también es una salida para que grupos minoritarios japoneses como los burakumin y los coreanos en Japón expresen sus experiencias. Jin Black es un rapero que escribe sobre su vida en un barrio de Burakumin . 
Nujabes (Jun Seba) fue otra gran influencia en la evolución del hip-hop en Japón. Aunque no era exactamente un rapero, vivió como productor de discos, ingeniero de audio, DJ, arreglista y compositor. Actuó como pionero tanto en el Jazz Rap como en el Lo-Fi (Low Fidelity). .
Creepy Nuts, dúo de hip hop formado por DJ Matsunaga y R-Shitei, ha sido muy popular en los últimos años gracias a sus colaboraciones en temas de apertura y cierre de series de anime como Yofukashi no Uta, Mashle y  Dandadan. El sencillo «Bling-Bang-Bang-Born», tema de apertura de la segunda temporada de Mashle, que encabezó el Billboard Japan Hot 100 durante ocho semanas consecutivas.

## Énlaces externos
- Esta obra contiene una traducción  derivada de «Japanese hip hop» de Wikipedia en inglés, publicada por sus editores bajo la Licencia de documentación libre de GNU y la Licencia Creative Commons Atribución-CompartirIgual 4.0 Internacional.

- Datos: Q1683348